# Gumare Airport
Gumare Airport (engelska: Gomare Airport) är en flygplats i Botswana.   Den ligger i distriktet North-West, i den nordvästra delen av landet, 700 km nordväst om huvudstaden Gaborone. Gumare Airport ligger 965 meter över havet.
Terrängen runt Gumare Airport är mycket platt. Trakten runt Gumare Airport är nära nog obefolkad, med mindre än två invånare per kvadratkilometer..
Omgivningarna runt Gumare Airport är huvudsakligen savann.